# Rejon dołżański
Rejon dołżański – jednostka administracyjna w składzie obwodu ługańskiego Ukrainy.
Powstał w 2020. Ma powierzchnię 2139 km² i liczy około 200 tysięcy mieszkańców. Siedzibą władz rejonu jest Dołżańsk.
W skład rejonu byli do 2020 1 osiedlowa rada oraz 6 rad wiejskich, obejmujących w sumie 25 wsi i 3 osady.